# Кіка (головний убір)

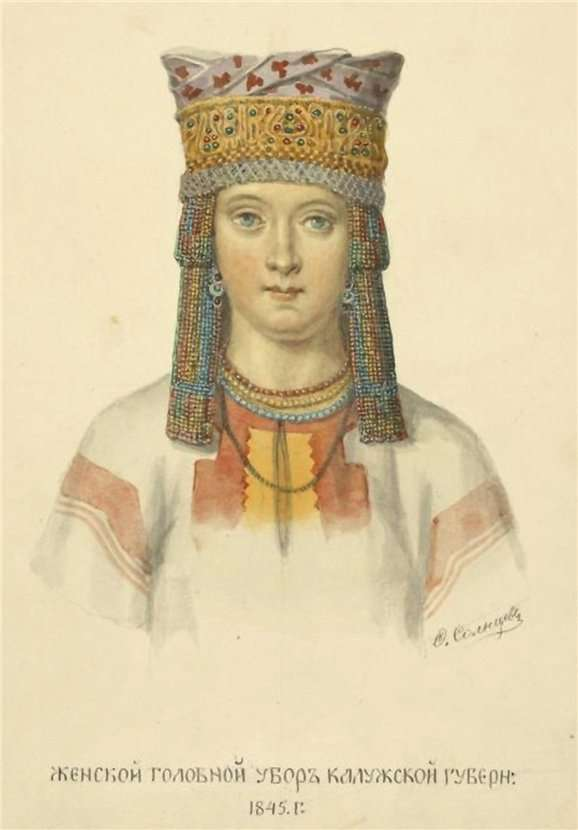
Жіночий головний убір Калузької губернії. 1845

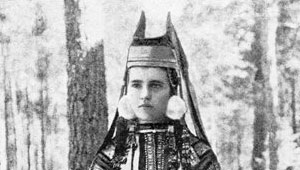
Кичка з рогами. Скопінський повіт Рязанської губернії. 1900-і

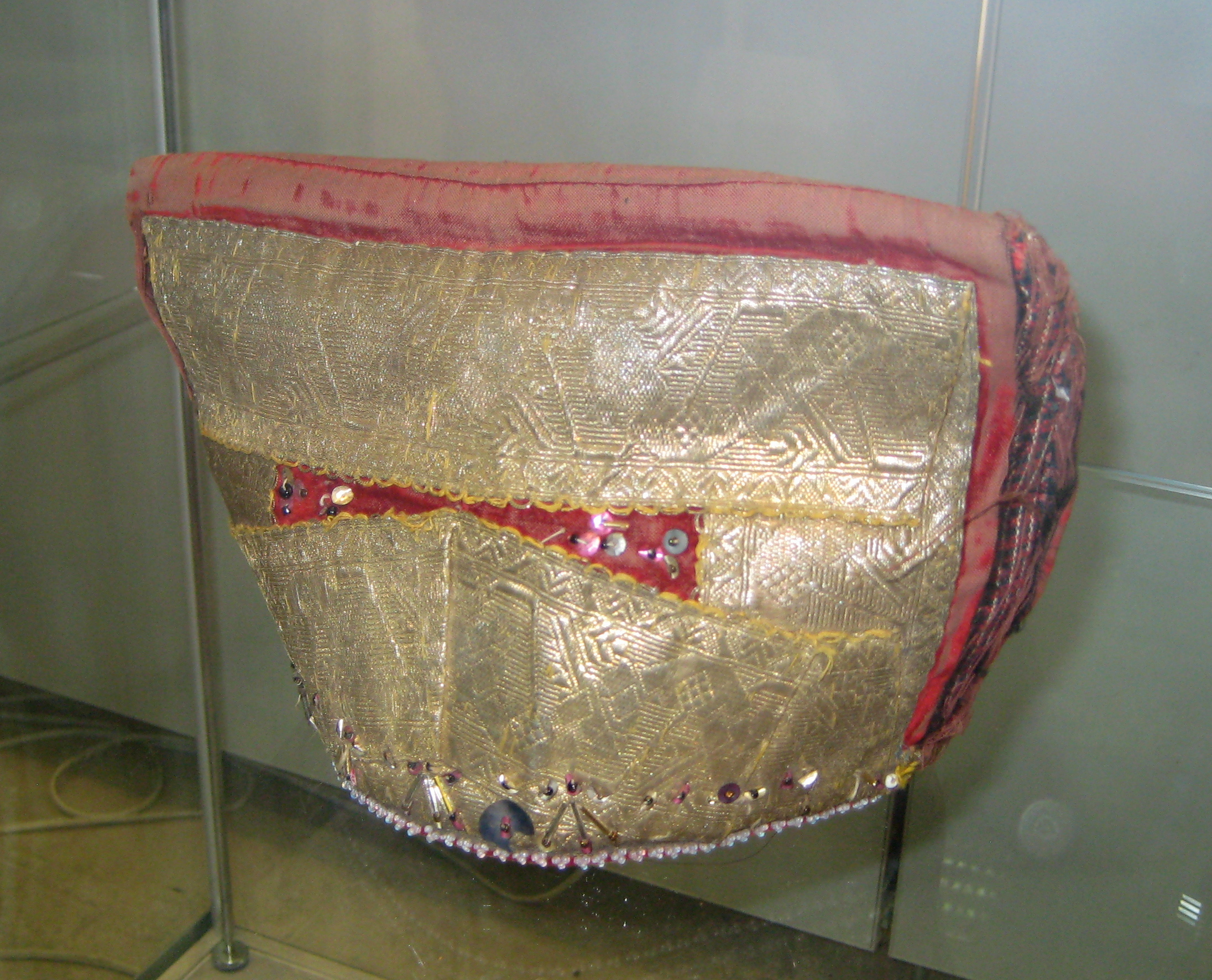
Лопатоподібна кичка. Рязанська область, XIX ст.

Кіка, кика, кичка (рос. кика, кичка) — російський жіночий головний убір з рогами, рід повойника (очіпка), що відповідає українській кибалці (відомій в діалектах також як «кичка, кічка»). У словнику Даля: «сорока — без рогів, кокошник — з високим передом».

## Зовнішній вигляд
Кіка являла собою відкриту корону, прикрашену перлами, бісером та іншими дорогоцінними каменями. Власне безпосередньо кікою називався не тільки весь убір, але і його нижня частина, яка виготовлялася з проклеєного полотна. Так як ця частина прикривала волосся, то іншим його найменуванням було волосник. Передній частині убору за допомогою вставок з твердих матеріалів, наприклад, бересту, надавалася форма рогів, копитця або лопатки. Ззаду надягався бісерний позатильник, а зверху — святкова сорока.

## Традиції носіння
Вперше «чело кичное» згадується в документі 1328 року. Рогаті кіки носилися ще в давнину, їх особлива форма була пов'язана з повір'ями, що існували в той час. Пізніше кіка стала атрибутом вбрання нареченої і одруженої жінки, так як вона, на відміну від дівочого «вінця», повністю приховувала волосся. У зв'язку з цим кіка стала іменуватися «короною заміжжя». Кіки носили переважно в Тульській, Рязанській, Калузькій, Орловській та інших південних губерніях. У XIX столітті носіння кіки стало переслідуватися православним духовенством — від селянок вимагали носіння кокошника. У зв'язку з цим до початку XX століття цей головний убір майже повсюдно змінився повойником або хусткою, лише зрідка кіку можна було зустріти в південних областях Росії. У Воронезькій області кичка зберігалася як весільний наряд до 1950-х років.